# دیوید فیگ
دیوید فیگ (به انگلیسی: David Fig) یک جامعه‌شناس محیط زیست، اقتصاددان سیاسی و کنشگر اهل آفریقای جنوبی است. او دارای مدرک دکترا از مدرسه اقتصاد لندن و متخصص در مسائل مربوط به انرژی، تجارت، تنوع زیستی و مسئول شرکت‌های بزرگ است.
کتاب‌های اخیر او شامل «ردی بر ادعای خود: مسئولیت مشارکت اجتماعی و زیست محیطی در آفریقای جنوبی» (به انگلیسی: Staking their Claims: Corporate Social and Environmental Responsibility in South Africa (UKZN Press, 2007)) و «جاده اورانیوم: تحقیقی در باره مسیر هسته‌ای آفریقای جنوبی» (به انگلیسی: Uranium Road: Questioning South Africa's Nuclear Direction (Jacana, 2005)) بوده که بر اساس کتاب دوم وی در سال ۲۰۰۷ یک فیلم مستند ۵۳ دقیقه‌ای ساخته شد.
فیگ، عضو هیئت مدیره مؤسسه بیوواچ آفریقای جنوبی است که در رابطه با امنیت غذایی و کشاورزی پایدار فعالیت کرده و از نزدیک با سازمان‌های مردم‌نهاد مختلف عدالت زیست‌محیطی، همکاری می‌کند. او قبلاً مدیر اجرایی گروه نظارت بر محیط زیست در ژوهانسبورگ، مدرس ارشد در رشته جامعه‌شناسی در دانشگاه ویتواترسرند و عضو هیئت مدیره پارک‌های ملی آفریقای جنوبی بوده‌است.